# Pedicularis bhutanomuscoides
Pedicularis bhutanomuscoides är en snyltrotsväxtart som beskrevs av Takasi Takashi Yamazaki. Pedicularis bhutanomuscoides ingår i släktet spiror, och familjen snyltrotsväxter. Inga underarter finns listade i Catalogue of Life.